# Anomala dorsopicta
Anomala dorsopicta är en skalbaggsart som beskrevs av Gilbert John Arrow 1912. Anomala dorsopicta ingår i släktet Anomala och familjen Rutelidae. Inga underarter finns listade i Catalogue of Life.